# Sassacus dissimilis
Sassacus dissimilis là một loài nhện trong họ Salticidae.
Loài này thuộc chi Sassacus. Sassacus dissimilis được Cândido Firmino de Mello-Leitão miêu tả năm 1941.